# Георги Антонов (футболист)
Вижте пояснителната страница за други личности с името Георги Антонов.
Георги Антонов (роден на 7 юли 1970 г.) е български футболист, десен бек, и след това треньор по футбол.

## Кариера

### Като футболист
Юноша на Ботев (Враца), където играе и първите си мачове в професионалния футбол. През сезон 1994/95 играе за ЛЕКС (Ловеч) в А група. През 1995 г. преминава в Локомотив (София), където се представя успешно, извоювайки титулярно място. През 1999 е привлечен в ПФК ЦСКА (София) от Димитър Пенев. Постепенно се преборва с конкуренцията и става един от основните футболисти в защитата на армейците. През 2002 е избран за капитан на ЦСКА. Напуска ЦСКА (София) през 2004, впоследствие преминава в аматьорския Сливнишки герой. През сезон 2007/08 играе в Локомотив 101 (София).

### Като треньор
Завършва треньорската школа към НСА и през 2003/04 е играещ помощник-треньор в ЦСКА. През сезон 2008/09 е помощник-треньор в ПФК Миньор (Перник).

## Успехи
Шампион на България с ЦСКА през сезон 2002/2003.